# Demografia de França

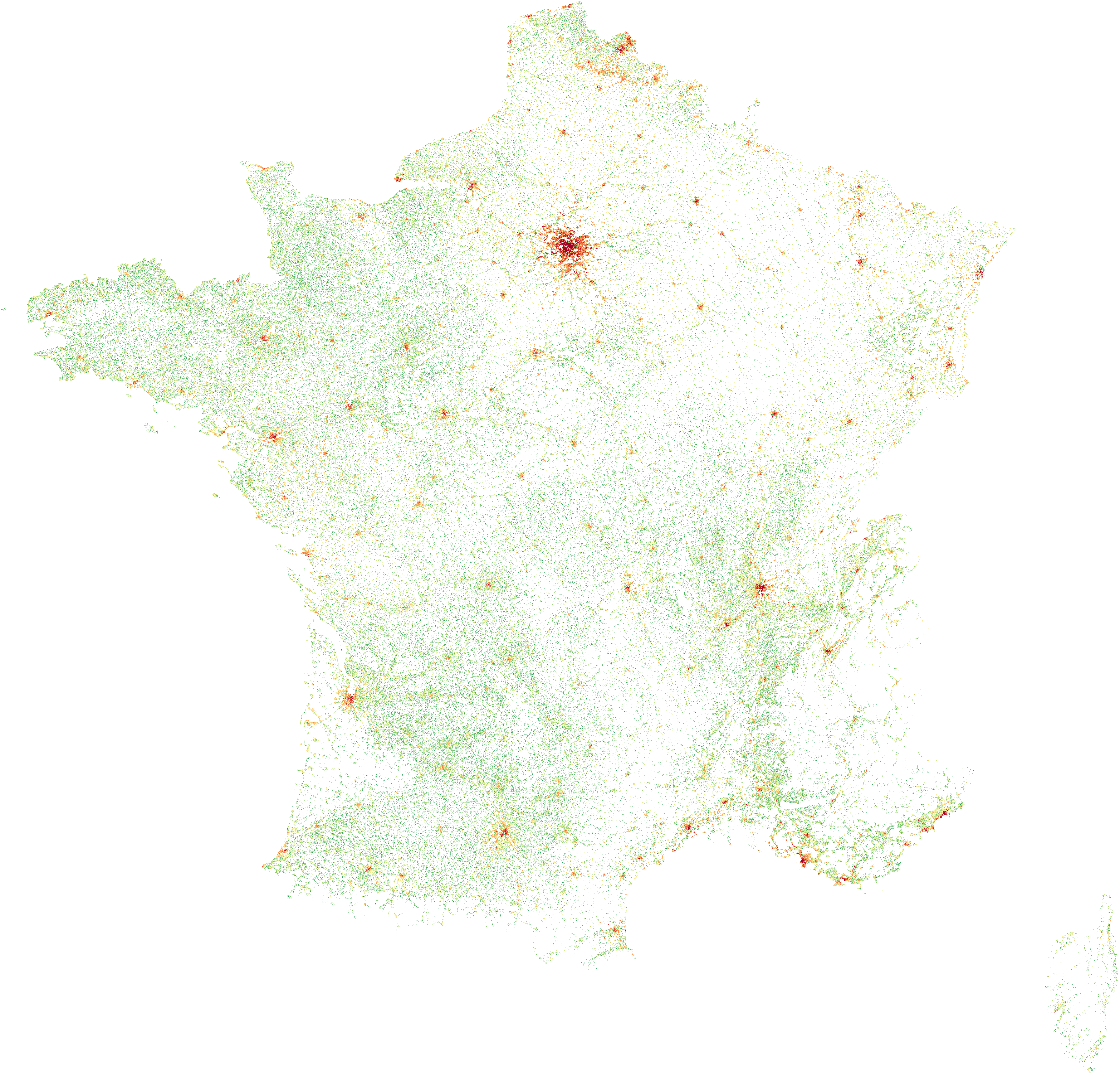
Densitat de població a França per zones el 2011. Les zones vermelles més intenses corresponen a zones amb una densitat de població igual o superior a 25.000 habitants per kilòmetre quadrat, mentre que les zones verdes i blanques representen els llocs amb la densitat de població més baixa o àdhuc nul·la.

França té una població de 66.952.000 habitants (a data de 20 d'octubre del 2015), amb una densitat de 93,59 hab./km². Prop del 75% de la població viu a nuclis urbans.
Més del 90% de la població és nascuda al país. Entre els estrangers, predominen els italians, els espanyols, els portuguesos, els polonesos, els àrabs i els africans occidentals.

## Història
L'explosió demogràfica francesa acabà mentre començava la dels altres països europeus, cap a mitjan segle xviii. Després de la Segona Guerra Mundial les taxes de natalitat dels altres estats europeus començaren a disminuir. A França aquesta tendència no canvià fins als anys 1960, però només breument. Més endavant, durant la resta del segle xx, a França i als altres països industrialitzats, la tendència ha continuat a la baixa, compensada només parcialment per la immigració.
En els darrers anys França és l'únic gran estat (quant a nombre d'habitants) de la Unió Europea que ha aconseguit mantenir una taxa da natalitat semblant a la dels EUA.
Entre els immigrants cal destacar que la major part provenen del Pròxim Orient i de l'Àfrica del Nord, així també d'alguns països d'Àfrica del sud que foren antigament colònies franceses; i d'Àsia, principalment de l'Orient Llunyà, que també foren possessions franceses. També hi ha immigrants d'Amèrica del Sud, tot i que de les antigues colònies la majoria procedeix d'Haití i del Canadà.